# Ponte Sublicio
Ponte Sublicio, noto anche come ponte Aventino o ponte Marmoreo, è un ponte di Roma sul fiume Tevere che collega Aventino e Testaccio da un lato (piazza dell'Emporio, nel rione Ripa) con Trastevere dall'altro lato (piazza di Porta Portese), costruito tra il 1914 e il 1917 su progetto di Marcello Piacentini, e inaugurato il 21 aprile 1919. Costituito da tre arcate e realizzato in muratura, il ponte è lungo 105 m e largo 20 m.
Prende il nome dal più antico ponte di Roma, la cui costruzione è attribuita al re Anco Marzio nel VII secolo a.C., e di cui non resta oggi alcuna traccia, che tuttavia sorgeva più a monte, subito a valle dell'Isola Tiberina, in corrispondenza dell'antico guado sul percorso nord-sud in epoca protostorica.

## Origine del nome
Deriva dal termine sublicae, attribuito alla lingua volsca, con il significato di "tavole di legno", poiché originariamente costruito tutto in legno.

## L'antico ponte

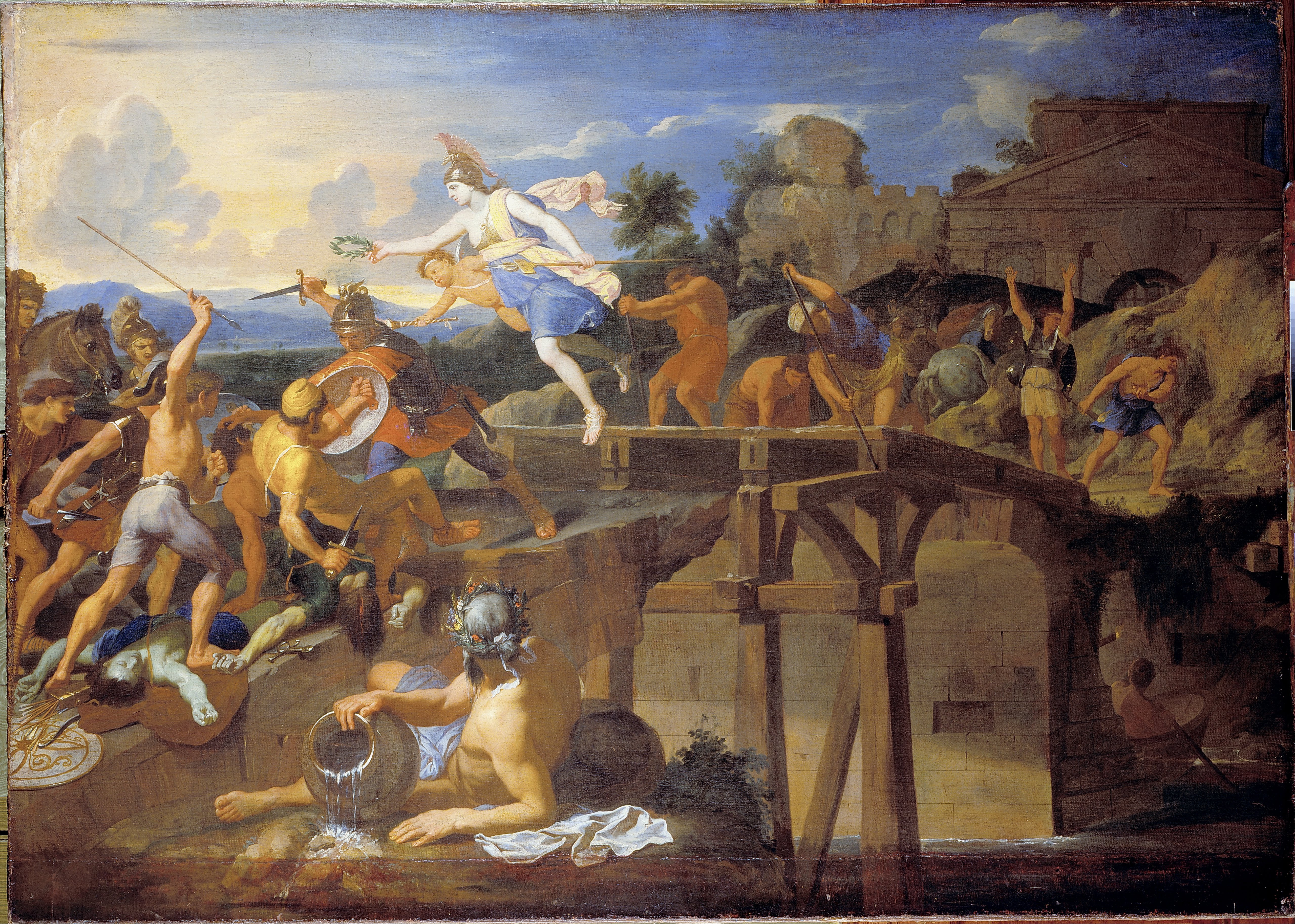
Orazio Coclite difende il ponte di Charles Le Brun, 1642–43

La tradizione religiosa (originata dalla necessità di poterlo smontare facilmente per esigenze di difesa) prescriveva che non fosse utilizzato altro materiale che il legno. Il ponte era considerato sacro (secondo Varrone, dal termine pons deriva la designazione di pontefice o pontifex) e vi si svolgevano cerimonie arcaiche, tra cui quella del lancio nel fiume degli Argei, o pupazzi di paglia (forse in sostituzione di più antichi sacrifici umani), durante il cerimoniale dei Lemuria.
La leggenda narra che nel VI secolo a.C., durante la guerra contro gli etruschi di Porsenna all'inizio della Repubblica Romana, presso il pons Sublicius Orazio Coclite respinse da solo i nemici mentre i romani abbattevano il ponte alle sue spalle.
Il ponte subì frequenti restauri e ricostruzioni (60 a.C., 32 a.C., 23 a.C., 5 d.C., 69 d.C., sotto Antonino Pio e forse sotto gli imperatori Traiano, Marco Aurelio e Settimio Severo). Sulle raffigurazioni monetali di epoca imperiale compaiono alle estremità archi con statue.
Cospicue tracce del ponte sono state visibili nell'alveo del Tevere fino al 1890 circa, quando i resti furono completamente demoliti, nell'ambito delle misure di risistemazione del corso urbano del fiume, come misura di prevenzione delle piene.